# Strzelecki-Nationalpark
Der Strzelecki-Nationalpark (engl. Strzelecki National Park) ist ein Nationalpark im Südwesten von Flinders Island vor der australischen Insel Tasmanien. Die Entfernung nach Hobart beträgt 307 km in südlicher Richtung. Er wurde nach Sir Paul Edmund Strzelecki, einem bekannten polnischen Entdecker und Forscher, benannt. Dieser bestieg 1842 eine größere Zahl von Berggipfeln auf Flinders Island.

## Natur und Landschaft
Das Landschaftsbild ist durch spektakuläre Küsten und Granitberge gekennzeichnet. Wie in großen Teile Tasmaniens wird auch die Vegetation im Nationalpark durch die Niederschläge und die Intensität der auftretenden Brände geprägt. Außerdem überlappen sich im Gebiet die Verbreitungsgrenzen vieler Arten der Fauna und Flora von Australien und Tasmanien, weshalb ihm eine besondere biogeographische Bedeutung zukommt. Deswegen ist der Nationalpark reich an endemischen Arten und bietet seltenen Tier- und Pflanzenarten eine Lebensgrundlage.

## Pflanzen- und Tierwelt
Im Park kommen Bäumen aus den Gattungen Leptospermum, der Kasuarinengewächse und Acacia weit verbreitet vor; je nach Standortbedingungen sind aber auch verschiedene Eucalyptus-Arten anzutreffen.
Im Park finden 13 Pflanzenarten ihren Lebensraum, die als gefährdet eingestuft sind. Darunter befindet sich eine Reihe von Erdorchideen, deren Bestände jedoch durch verwilderte Schweine gefährdet sind, da diese die Pflanzen bei der Nahrungssuche schädigen können.

Säugetierarten im Strzelecki-Nationalpark
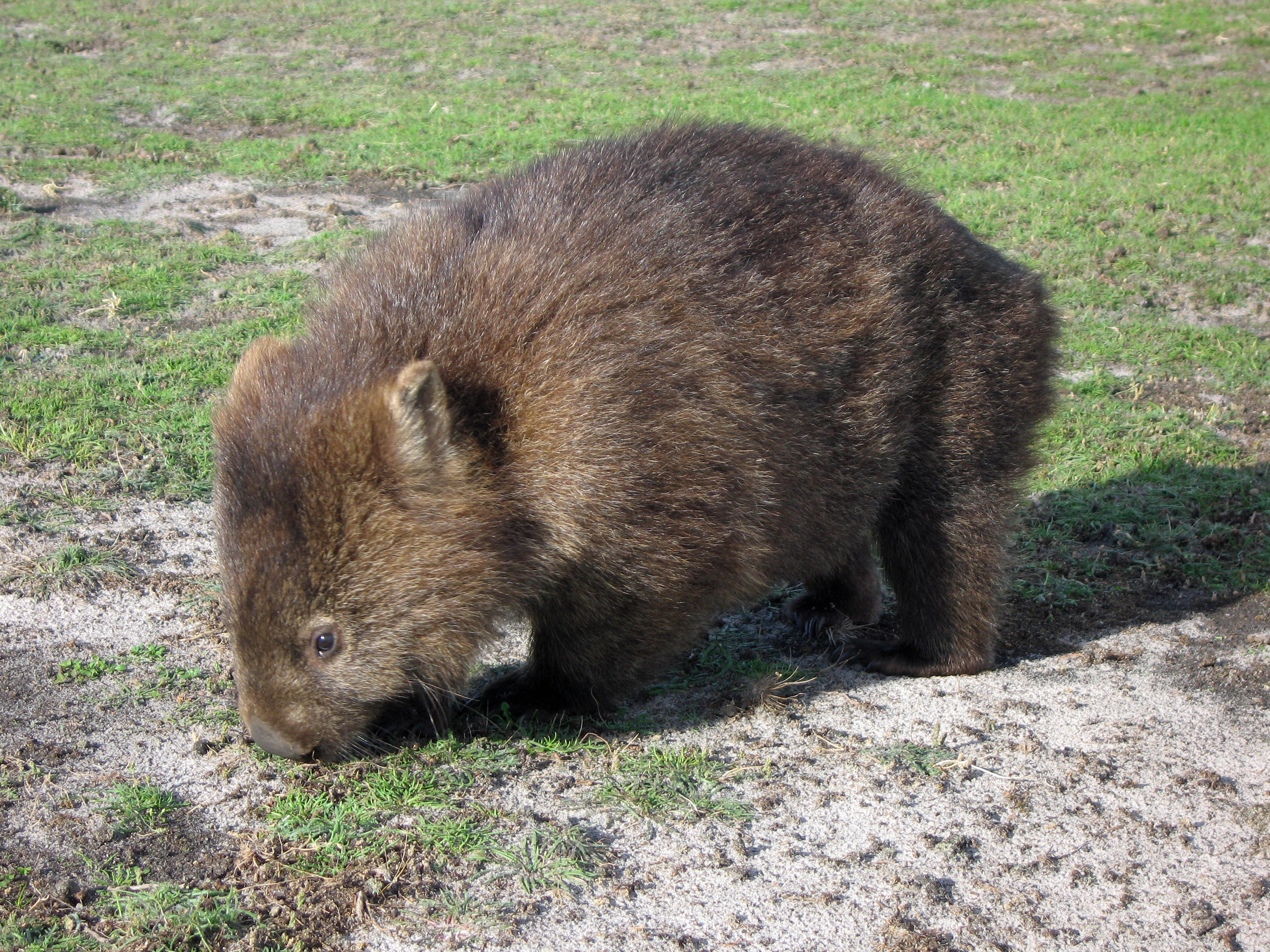
Wombat
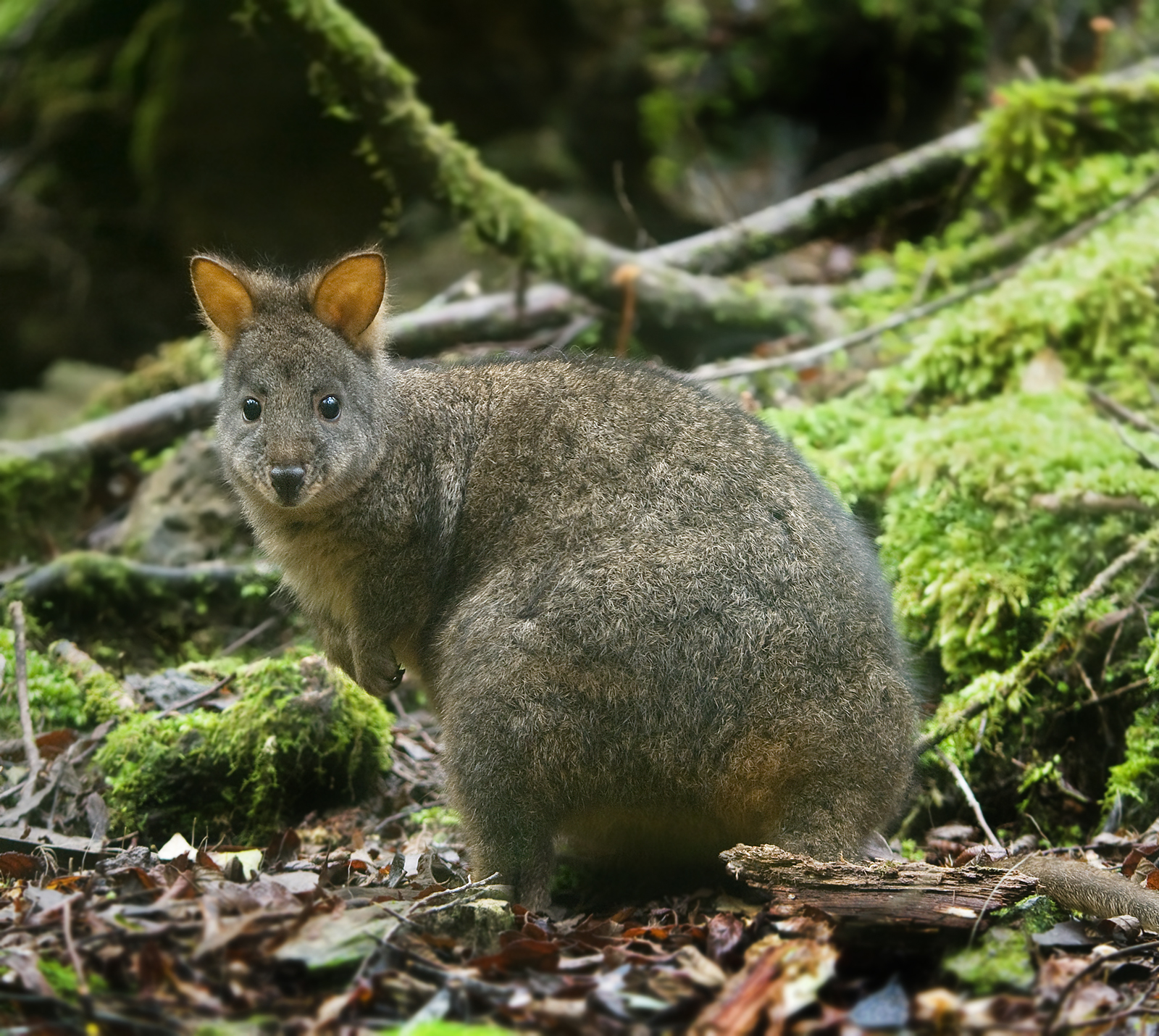
Rotbauchfilander
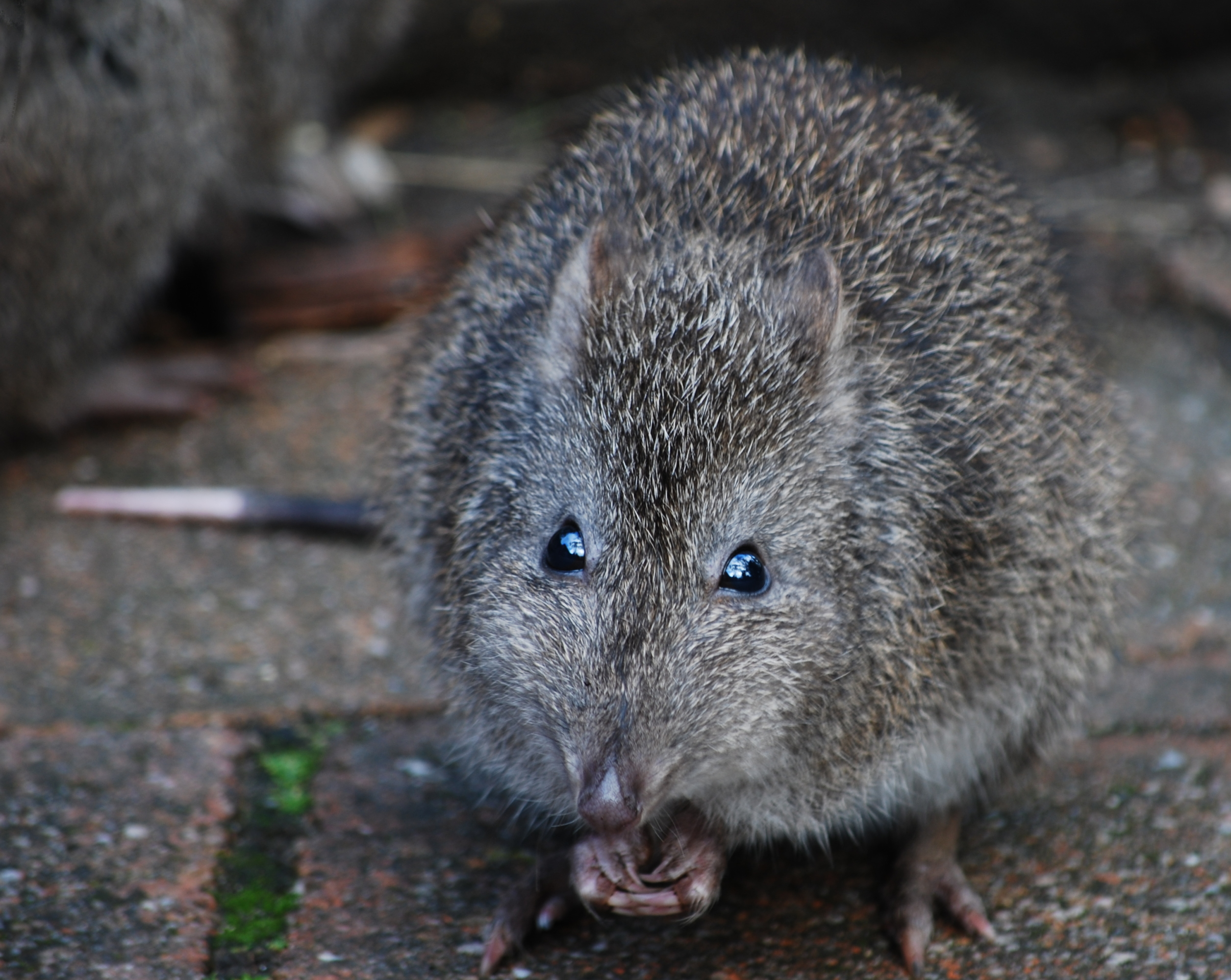
Potaurus tridactylus
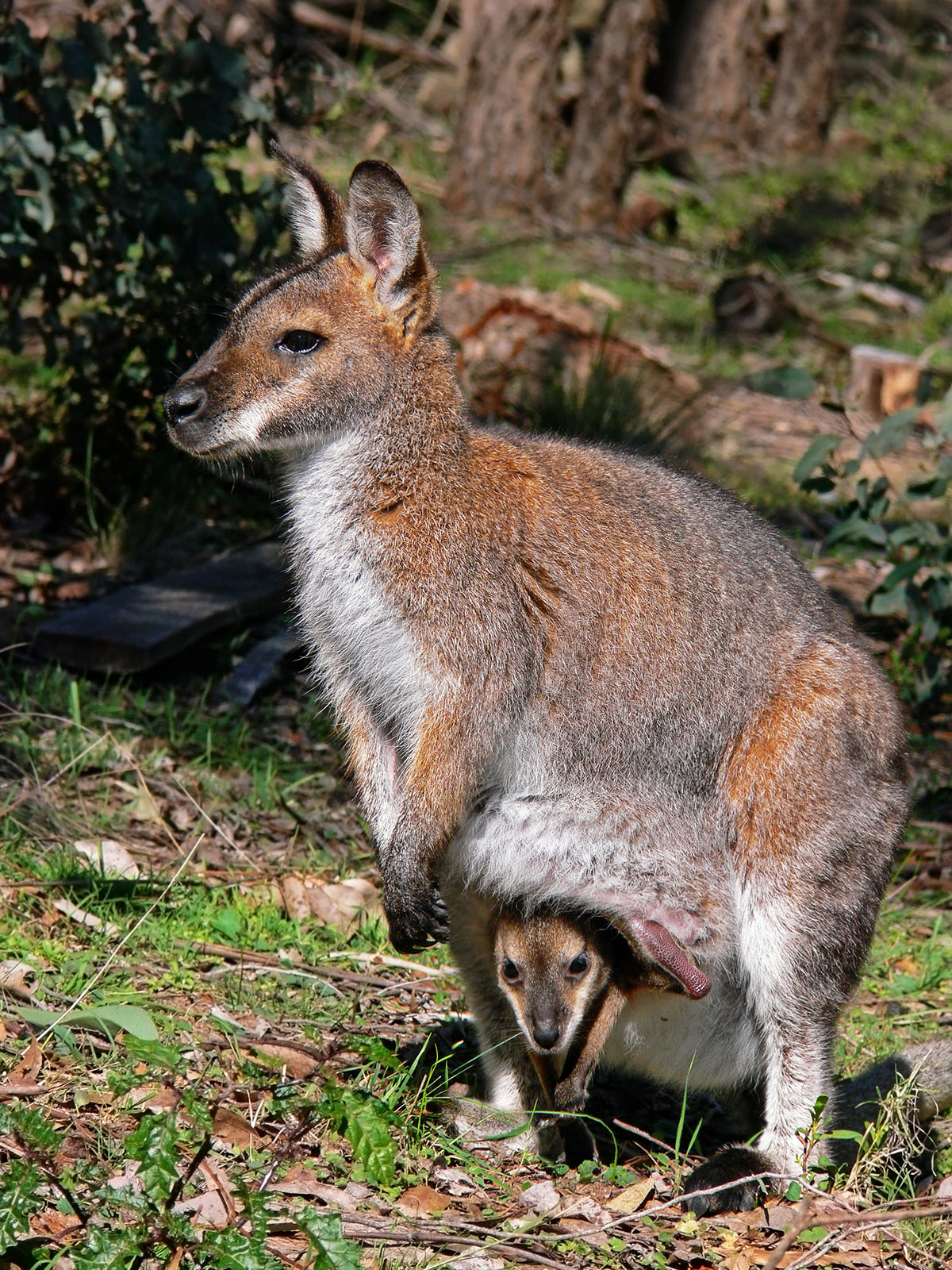
Rotnackenwallaby

Wombats, Rotnackenwallaby und Rotbauchfilander sind im Park häufig zu beobachtende Säugetiere. Seltener trifft man auf die Kaninchenkänguru-Art Potorous tridactylus. Vögel wurden bisher in 114 Arten im Park nachgewiesen, was den Stellenwert des Gebietes auch als Zwischenstopp auf der Wanderung vieler Arten unterstreicht. Zu den selteneren Arten zählen der Schwalbensittich, der Tasmanpanthervogel, der Grauschwanzwasserläufer und der gefährdete Regenpfeifer Thinornis rubricollis.
Von den 19 auf Tasmanien vorkommenden Reptilien hat man neun auch im Nationalpark gefunden. Darunter sind die Schlangenarten Schwarze Tigerotter und Drysdalia coronoides, die Agamenart Rankinia diemensis und sechs Skinkarten. Von den neun beobachteten Amphibienarten ist besonders der zum Litoria aurea-Komplex gehörende bedrohte Laubfrosch Litoria raniformis erwähnenswert.

## Zugang zum Park
Flinders Island kann man über die Luft und über Wasser erreichen. Flüge werden von Launceston (Tasmanien) und Moorabbin (Victoria) aus angeboten. Auf der Insel selbst gibt es keine öffentlichen Verkehrsmittel, man kann aber Autos und Fahrräder in Whitemark ausleihen.

## Einzelanmerkungen
1. 1 2  Allgemeine Ausführungen der Nationalparkverwaltung (Memento des Originals vom 15. September 2014 im Internet Archive)  Info: Der Archivlink wurde automatisch eingesetzt und noch nicht geprüft. Bitte prüfe Original- und Archivlink gemäß Anleitung und entferne dann diesen Hinweis.
2. 1 2  Hinweise zur Pflanzen- und Tierwelt